# 奧西奧拉鎮區 (愛荷華州富蘭克林縣)
奧西奧拉鎮區是美國愛荷華州富蘭克林縣的16個鎮區之一。截至2010年美國人口普查，其人口為268，共129住房。

## 歷史
奧西奧拉鎮區於1857年成立。

## 地理
根據2010年美國人口普查，該鎮的總面積為35.87平方英里（92.9平方），其中土地面積35.83平方英里（92.8平方），水域面積為0.04平方英里（0.10平方）。